# Jana Vanaveski

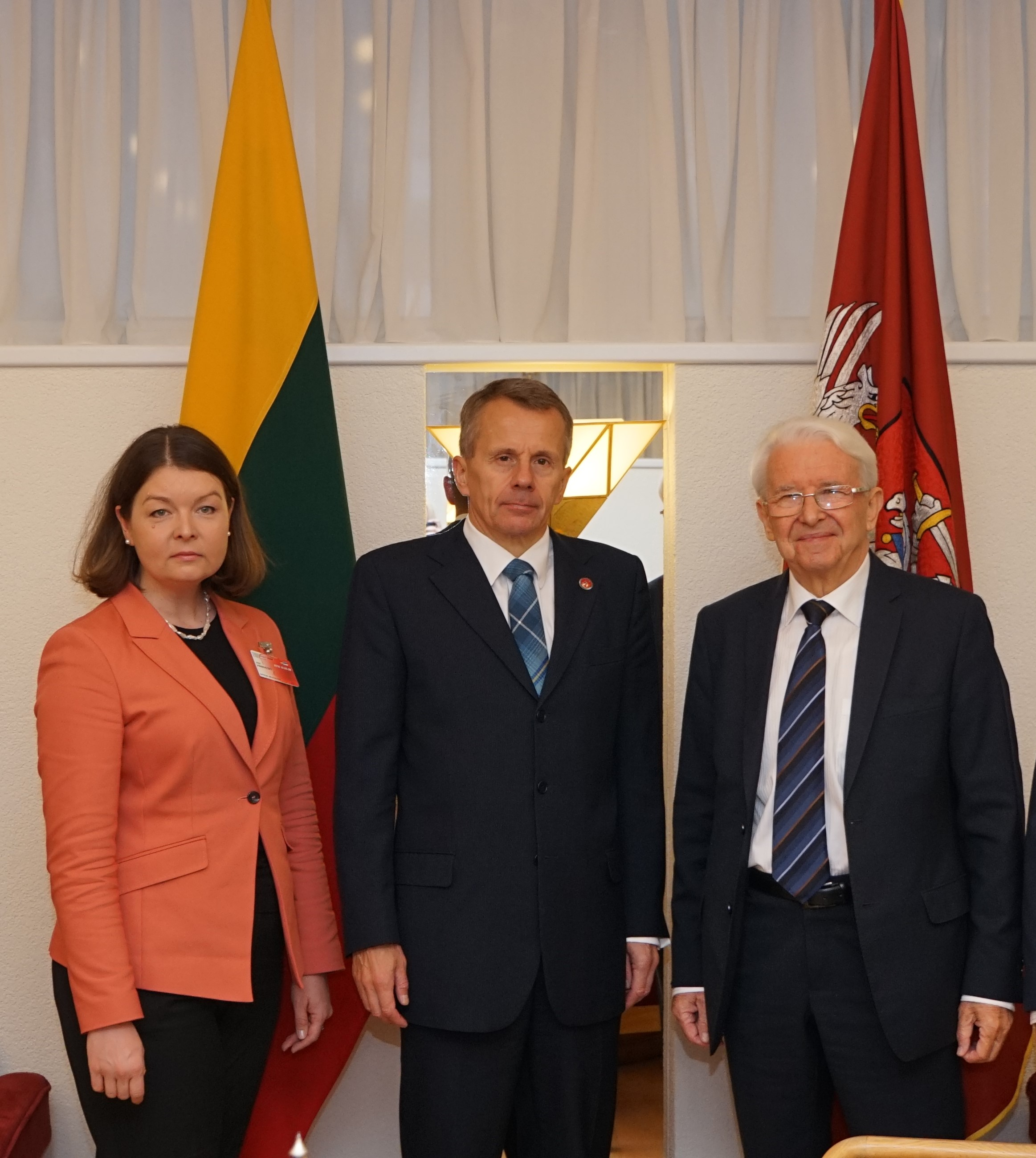
Jana Vanaveski com Jürgen Ligi e Benediktas Juodka

Jana Vanaveski (nascida a 1971, em Tallinn) é uma diplomata estoniana.
Em 1993 formou-se na Universidade de Tecnologia de Tallinn. Em 1995 concluiu mais uma formação, desta vez na Escola de Relações Internacionais de Amsterdão (em estoniano:  Amsterdami Rahvusvaheliste Suhete Kool).
Desde 1993 ela tem trabalhado para o Ministério das Relações Externas da Estónia e, desde 2016, é Embaixadora da Estónia na Lituânia.
Prémios:
- 2013: Ordem de precedência da Lituânia[2]